# Эсеверри Барасе, Хавьер
Хавьер Эсеверри Барасе (исп. Javier Eseverri Barace; род. 28 августа 1977, Памплона), более известный как просто Хави Эсеверри — испанский футболист, игрок в мини-футбол, защитник. Выступал за сборную Испании по мини-футболу.

## Биография
На протяжении всей игровой карьеры Хави Эсеверри ни разу не покидал клуб «Триман Наварра» из родной Памлоны, который за годы его выступлений прошёл путь от команды серебряного дивизиона до финалиста почётного дивизиона.
Хави Эсеверри дважды становился чемпионом Европы по мини-футболу со сборной Испании, также он выиграл с ней серебро чемпионата мира 2008 года.

## Достижения
- Серебряный призёр чемпионата мира по мини-футболу: 2008
- Чемпион Европы по мини-футболу (2): 2007, 2010